# Ateliers Defrance Frères
Ateliers Defrance Frères war ein französischer Hersteller von Automobilen.

## Unternehmensgeschichte
Eugène Mauve gründete 1919 das Unternehmen in Vierzon und begann mit der Produktion von Automobilen. Der Markenname lautete Elfe. 1922 endete die Produktion. 1923 gründete Eugène Mauve Cyclecars Mauve.

## Fahrzeuge

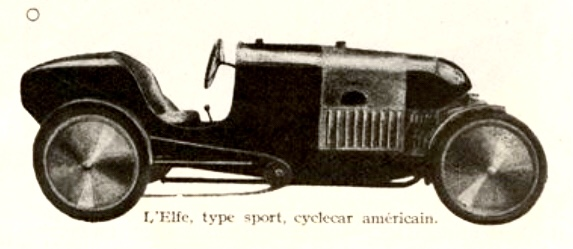
Elfe um 1920

Das Unternehmen stellte Cyclecars her. In der Straßenversion mit wahlweise einem Sitz oder zwei Sitzen hintereinander war ein V2-Motor in der Front des Fahrzeugs montiert, der über Riemen die Hinterräder antrieb. In der Sportversion mit Kettenantrieb kam ein V2-Heckmotor mit 1100 cm³ Hubraum von Anzani zum Einsatz. Außerdem gab es noch ein Modell mit zwei Sitzen hintereinander.